# سوان (ویسکانسین)
سوان (به انگلیسی: Swan) یک منطقهٔ مسکونی در ایالات متحده آمریکا است که در شهرستان ماراتون، ویسکانسین واقع شده‌است. سوان ۴۱۷٫۸۹ متر بالاتر از سطح دریا واقع شده‌است.